# コンピュータグラフィックス

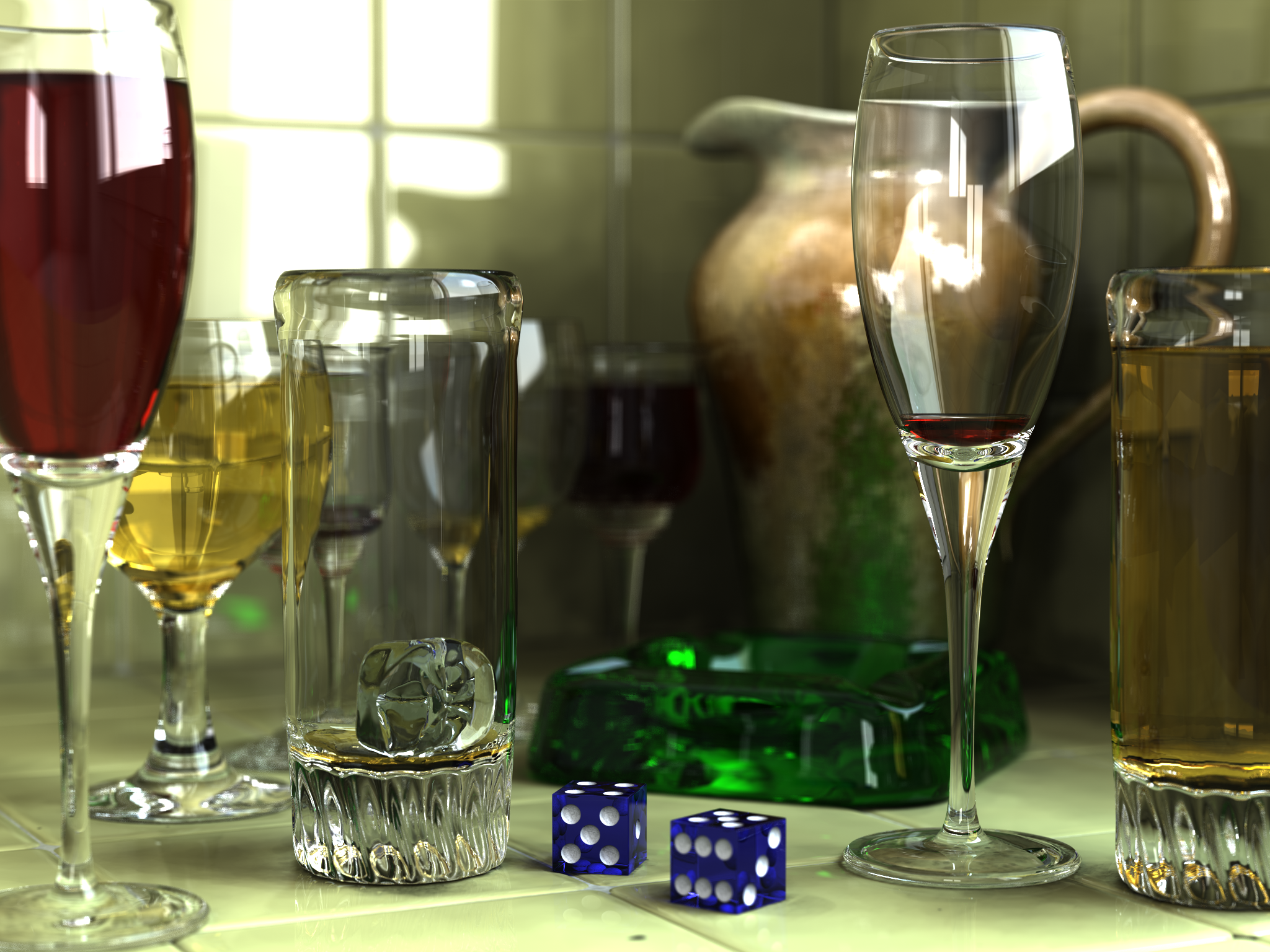
コンピュータグラフィックスで描写された画像

コンピュータグラフィックス（英: computer graphics、略称: CG）は、コンピュータを用いて画像や映像を生成する科学技術、及びその技術によって生成される画像のことである。
表現手段としてのCGは、鮮やかな色彩、編集の容易さ、非現実的な映像などを提供することができる。映画、アニメ、テレビコマーシャル、イラストレーション、漫画などの画像・映像コンテンツ制作や、ゲーム、バーチャル・リアリティなどのインタラクティブコンテンツ制作に用いられる一般的な手段として定着している。実写による映像表現においても、CGを合成することによる効果（VFX）を加えることがある。
また医療、建築、プロダクトデザイン、その他の理工学や産業における可視化の分野でもCGは要素技術として用いられている。

## 作成プロセスによる分類
CGの作成プロセスは、主に3D CG（3次元コンピュータグラフィックス）と2D CG（2次元コンピュータグラフィックス）に大別される。
3Dにおいては、視点の変更の容易さ、滑らかなアニメーションなどを特徴とする。3DCGの制作プロセスは、形状データを定義・作成するモデリングと、形状データから最終的な画像を出力するレンダリングに大別され、レンダリング技術にはスキャンライン、レイ・トレーシング、ラジオシティなどがある。
英語圏でCGと言えば、3DCGを指し、2Dのイラストはドローイングと呼ばれ区別されている。一方、日本では2DCGも3DCGと同様にCGと呼ばれるため、区別するためにCGイラストなどといった用語が定着している。そのため英語圏において2DCGを指して「CG」「コンピュータグラフィックス」などと言うと訝しがられることもあり注意が必要である。
2D、3Dの区分は方法論としての区分（作成のプロセスによる区別）で、作品としてのCGは2D、3Dのどちらかで創られたと単純に大別はできず、3Dの手法で創られた画像を2Dの手法で加工したり、2Dで描いた絵の上に3Dで作った画像を合成するといったことは頻繁に行われている。

## 写実性による分類
またCGはフォトリアリスティック（写実）とノンフォトリアリスティック（非写実）に分かれる。前者は限りなく精密で写真と見紛うようなリアルなものを追求し、後者は逆に鉛筆や絵具で描いたような画像を作る。ノンフォトリアリスティックな画像生成は1998年頃からSIGGRAPH（シーグラフ）で流行りだした。一方、従来から研究されているフォトリアリスティックな画像生成では、近年は実写と上手に合成するイメージベースドレンダリング、レイ・トレーシング法を改良したフォトンマッピングなどがさらに研究が進められている。

## CGの種類

### 2DCG
2次元コンピュータグラフィックス（2DCG）は2次元の画像を扱う分野である。画素で画像を表現するラスターグラフィックスと、幾何学的な図形で画像を表現するベクターグラフィックスに大別される。ラスターグラフィックスを編集するソフトウェアは「ペイントソフト」と呼ばれて絵画的な表現や写真編集に適し、ベクターグラフィックスを編集するソフトウェアは「ドローソフト」と呼ばれて幾何学的なデザインや製図に適する。

### 3DCG
3次元コンピュータグラフィックス（3DCG）は3次元の情報から2次元の画像を生成する分野である。コンピュータに立体形状や光源、カメラなどの情報を入力して、計算で特定視点からの画像を生成する。人間が直接描かずとも理論的に正確な構図や質感を表現でき、形状やカメラなどの情報を変えるだけで変化した画像を大量に生成できるため、映像制作やコンピュータゲームなどによく利用される。
3DCGは代数学や幾何学などの数学のほか、光学や力学などの物理学が基礎となっている。GPUによる並列計算能力の向上と共に物理学の応用が進んでおり、特に様々な流体関連現象の再現（詳細は物理ベースのアニメーションを参照）や、パストレーシングによる光学現象の再現といった分野が発展している。

### 応用分野
コンピュータ上の動画は2次元画像の変化で表現される。上述の2DCG/3DCGによるコンピュータアニメーション生成のほか、映像作品として仕上げるための後処理工程であるポストプロダクションではデジタル合成やノンリニア編集がおこなわれる。
数値データからのCG画像生成は可視化（コンピュータビジュアライゼーション）と呼ばれ、コンピュータシミュレーションや、工業製品の設計・開発・製造の支援技術であるCAD/CAE/CAMなどで利用されている。実測データの可視化はとりわけイメージングとも呼ばれ、非破壊検査や医用画像などの分析で利用されている。

## 映画とCG
本格的にCGが映画に採用されたのは、1982年の『トロン』からだと言われているが、技術的・予算的な制約により、実際には大半のシーンではCGに似せた手描きのアニメーションや光学合成を使用していた。日本でも1980年代始めに大阪大学工学部大村皓一助教授（当時）の研究する並列処理コンピュータ「LINKS-1」を使ったメタボールによるモデリングを利用した『ゴルゴ13』などで比較的古くから活用されていた。この時代にはスキャニメイトで作られたアナログCGもよく見られた（作品はスキャニメイトの記事を参照）。1985年に開催された科学万博では各パビリオンで多くのCGが使用され、世界初の全天周立体映画『ザ・ユニバース』が上映された。同年にはNHK『テレビの国のアリス 夢と冒険の不思議な旅 CGファンタジー』で、実写とCGの合成も試みられた。1990年に開催された花の万博では液晶シャッター式のカラーの全天周立体映画『ザ・ユニバース2』が上映され、幕張では2000年代初頭には『エンカウンター』が上映された。 
初期には制作コストが高かったために、CG風の斬新なイメージを求めて実写合成などを行ったものも多く存在した。例として1981年の『ニューヨーク1997』では、グライダーが夜間飛行をするシーンのモニタ映像は3DCG風ではあるが、実はリスフィルムによる撮影と光学合成を駆使した実写合成である。この手法はテレビコマーシャルなどでも多用された。黎明期ならではのできごとである。
映画におけるCGは1990年代前半に飛躍的な進歩を遂げた。まず、1991年の『ターミネーター2』におけるVFXで注目を集める。続いて1993年の『ジュラシック・パーク』では、CGが従来のストップモーション・アニメーションに全面的に取って代わった。そして、1995年の『トイ・ストーリー』はフル3DCGで作成された初の劇場用長編と銘打って公開された。2000年代に入ると、多かれ少なかれほとんどの映画で使われるようになる。現在では、時間とお金さえかければ作れないシーンはないとまで言われている。
かつてはSGIなどの高性能ワークステーションや専用のレンダリングサーバ、時としてスーパーコンピュータなどを用いてレンダリング処理を行っており、大変コストがかかるものであった。その後パソコンの高性能化に伴い、安価で高性能なパソコンを使って分散レンダリングを行う方法が主流となってきている。安価なパソコンをレンダリング専用にクラスター化したものをレンダーファームと呼び、大手プロダクションでは数百台規模のパソコンをクラスター化する例が多くなっている。普段はレンダリング以外の業務用に使われるパソコンを就業時間後にレンダーファームに組み込んでレンダリングに転用することで効率化を図っている例も有る（例えば「タイタニック」や「ジュラシック・パーク」など）。
レンダリングによりあらかじめ一枚一枚の画像を作り、それらを繋げて映像化したものをプリレンダリング映像という。現在の映画はすべてこの方法によるものであるが、ゲーム機ではリアルタイムのレンダリングによる映像の提供も進んでいる。
一枚ずつセルに絵具（アニメカラー）で彩色する工程を踏んでいたアニメーション制作にもコンピュータ彩色（閉じたエリアに色を流し込む）を導入することで効率化が図られているが、日本では1983年のNHKアニメーション「子鹿物語」が最初とされる。
特殊効果（VFX）にCGを使用することは一般的に行われており、以前は専用の機材を用いて主にCGは特撮、SF映画で使用されていたが、汎用で安価なPCの発達により、現在では一般の映画（または、映画並みの特殊効果が要求される連続ドラマ）でも多用されており、街全体を仮想的なセットとして作るような目的では、一見しただけではCGであることを意識させない作品も多い。

## デザインとCG
日本でパソコンCGが一般化する契機となったのは、1985年に発売されたNECのPC-9801VM（PC-9800シリーズ）あたりからで、640×400画素ながら4,096色中の16色をインデックスカラーで表示できるというスペックで、特にコンピュータゲームの表現力の向上に貢献した。
日本国内のパソコンはまだグラフィックデザインの分野で実用するには貧弱なものであったが、1987年に最初のカラー仕様のMacintosh II（640×480画素、ソフトウェアによるインデックスカラーでの256色同時表示）が登場してからは、次第にグラフィックデザインの分野でMacintoshが浸透していった。本格的な普及はその数年後、カラーイメージスキャナやカラープリンタなどの周辺機器が充実し始めた頃からである。Macintoshは早い時期からWYSIWYGの考え方を導入していた点も、グラフィックデザインにCGを導入するには重要な点であった。
1980年代は様々な企業がデザインへの応用を目的としたCGシステムを発表している。服飾メーカーのJUNは4D-BOX（512×512画素、16,777,216色中256色同時表示）を開発、今ではパソコン周辺機器メーカーとして知られるアイ・オー・データ機器も、ほぼ同様なスペックの西陣織デザインシステムを開発した。また日本ビクターではCGアニメーション専用システムを発売、ヤマハもYISシリーズがデザイナーから注目を浴びた。

## アニメとCG
アニメにおいては、古い例としては1983年公開の映画『ゴルゴ13』や、1983年NHK総合テレビ放送の『子鹿物語 THE YEARLING』、1984年公開の映画『ドラえもん のび太の魔界大冒険』などにCGが使用された。1993年からNHK教育テレビの『天才てれびくん』内で放送されたバーチャル3部作において、アニメや実写と共に3DCGが使われている。
3DCGはアルファブレンディングなどを使った光線や爆発の表現を得意とする一方、手を抜くと容易に質感や重量感が乏しくプラモが飛び回っているような絵になってしまう。海外では3DCGアニメが手描きアニメを淘汰した地域も多いが、2020年代現在、日本のアニメにおいてはまだフル3DCGアニメは主流となっていない。
その他、ゲームOPやイベント等に3DCGアニメが使われている。

## ゲームとCG
1973年にワイアーフレーム表示の3D迷路を使ったMaze Warが、その翌年には宇宙を舞台にしたSpasimが登場している。アーケードにおいてExidyが1978年にSTAR FIREを、アタリが1980年にワイアーフレーム表示のバトルゾーン、1983年にI, RobotやSTAR WARS、セガが1982年に擬似3Dシューティングのズーム909や潜水艦ゲームのサブロック3Dを出している。Apple IIにおいて、Sirius Softwareが1981年に擬似3DシューティングのEPOCHやHADRONを出している。PC-6001において、アスキー出版が1982年にOLIONを出している。Atari 8ビット・コンピュータにおいて、1984年にBallblazer、1985年にRescue on Fractalus等の擬似3D処理を使ったソフトが登場している。ファミリーコンピュータにおいて、1987年に3D迷路を使ったデジタル・デビル物語 女神転生が出ている。1988年にはAtari 7800においてF-18 Hornet等のソフトが出ている。スーパーファミコンにおいては、1991年のパイロットウイングス等に使われたDSP-1による擬似3D処理や、1993年のスターフォックス等に使われた3DアクセラレータのスーパーFXチップが存在した。1992年アーケードゲームの基板においてセガが3D描画機能のあるMODEL1を開発、翌1993年に初の3D格闘ゲームバーチャファイターが登場する。その後、1994年にスーパー32X、セガサターン、プレイステーションが出て以降、3Dのゲームが増えることとなった。ファイナルファンタジーにおいては、1997年のFF7以降3Dに、ドラゴンクエストにおいてはDQ7以降3Dになっている。
CGを主軸に置いたゲームとしてはせがれいじり（1999年）や半熟英雄 対 3D（2003年）等が存在する。
水口哲也はクリエイターとしてのキャリア初期である1989年の段階からバーチャルリアリティ推しであったと伝わり、セガの採用面接でも「ゲームではなく未来のエンターテインメントというか、もっとすごいものを作りたい」とこれについて表現したという。

## 国内CGプロダクション
黎明期（1980年代）において、CGは主にアニメの一部やCM、ニュースのOP等に使われた。
- 1981年 エムケイの関連会社としてJCGL[8]（その後ナムコ（後のバンダイナムコエンターテインメント）に吸収）設立（1983年の子鹿物語や1984年のSF新世紀レンズマン等）
- 1982年 東洋現像所（後のIMAGICA Lab.）が子会社としてトーヨーリンクスを設立（1983年のゴルゴ13等）
- 1983年 西武セゾングループがSEDICを設立（西武デジタルコミュニケーションズ。1987年のTV's TV等。SPN（西武プロモーションネットワーク。後のI&S BBDO）との関係が深かった）

## 参考資料
- 「入門CGデザイン」（CG-ARTS協会）